# Кистяковский, Георгий Богданович
Гео́ргий Богда́нович (Джордж) Кистяко́вский (укр. Георгій Богданович Кістяківський; англ. George Kistiakowsky; 18 ноября [1 декабря] 1900, Боярка, Киевский уезд, Киевская губерния, Российская империя — 7 декабря 1982, Кембридж, Массачусетс, США) — американский химик украинского происхождения, разработчик «медленного» взрывчатого вещества боратол и метода взрывной имплозии для обжатия делящегося материала имплозивных атомных бомб. Участник Манхэттенского проекта, один из создателей первой атомной бомбы.
Вице-президент и член Национальной академии наук США (1939), иностранный член Лондонского королевского общества (1960). Научный советник президента Дуайта Эйзенхауэра.

## Биография

### Первые годы и становление
Родился в семье профессора права Киевского университета Богдана Кистяковского и Марии Вильямовны Кистяковской (урождённая Беренштам); внук известного юриста Александра Кистяковского и общественного деятеля, педагога Вильяма Людвиговича Беренштама, правнук православного философа Ореста Новицкого. Младший брат — Александр Богданович Кистяковский (1904—1983) — советский и украинский биолог, орнитолог, доктор биологических наук, профессор.
Учился в частной гимназии в Москве, но последний год учёбы завершил в Киеве, куда переехал в 1917 году. Осенью 1918 года вступил в ряды Белой армии и участвовал в боевых действиях до осени 1920 года. Эвакуировался из Крыма в Турцию, затем перебрался в Югославию к дяде.
В 1921 году поступил в Берлинский университет, где за 3,5 года прошёл полный курс обучения и в 1925 году под руководством Макса Боденштейна защитил докторскую диссертацию, которая была посвящена проблеме разложения оксида хлора, производимого с помощью света. По окончании университета остался работать у Боденштейна, по его рекомендации в январе 1926 года был направлен в качестве стипендиата Международного комитета по образованию в области физической химии в Принстонский университет к профессору Х. С. Тэйлору. Здесь он начал исследовать проблемы адсорбции и катализа, однако по совету Тэйлора написал книгу по фотохимии — «Фотохимические процессы», которая вышла в серии монографий Американского химического общества в 1928 году. Публикация этого исследования принесла молодому учёному признание и известность в области фотохимии. С 1930 года преподавал в Гарварде с которым остался связан до конца жизни.

### Научная деятельность
С 1933 года становится доцентом в Гарварде. Интересы Кистяковского в это время — термодинамика, спектроскопия, химическая кинетика.
В годы Второй мировой войны занимался исключительно военными вопросами. В июле 1940 года он стал консультантом Отдела по разработке взрывчатых веществ Национального исследовательского комитета по обороне и руководил секцией А-1, а в 1942 году возглавил отдел 8, где занимался вопросами создания и испытания взрывчатых веществ, изучением их воздействия на окружающую среду, разработкой ракетного топлива. С 1941 года Кистяковский — член Комитета по атомной энергии при Национальной Академии наук; непосредственно участвовал в работе, предшествовавшей Манхэтенскому проекту. В это время Кистяковский и его сотрудники исследовали гексоген и пути его производства в больших объёмах. В 1943 году было начато масштабное производство композиции B, состоящей из гексогена и TNT, и торпекса. Также он создал специальную взрывчатку для китайских партизан, смесь октогена и блинной муки Aunt Jemima, не слишком ядовитую для эпизодического поедания. Под видом обычной муки партизаны могли провозить смесь через японские КПП, а если такая «мука» попадёт в руки простого народа — не будет массовых отравлений.
В 1943 году он консультировал лаборатории в Лос-Аламосе. Он использовал рентгенографический и фотографический методы, чтобы изучить поведение кумулятивных зарядов, а в 1944 году возглавил отдел по разработке традиционных взрывчатых веществ для атомной бомбы. Под руководством Кистяковского разработаны сложные взрывные линзы, «медленное» ВВ боратол и метод взрывной имплозии для обжатия делящегося материала имплозивных атомных бомб. 16 июля 1945 г. Кистяковский наблюдал за испытаниями «Тринити», а через несколько недель бомба имплозивного типа «Толстяк» была сброшена на Нагасаки.

### Работа после Второй Мировой
В феврале 1946 года возвратился в Гарвардский университет, с 1947 по 1950 год заведовал кафедрой химии и возобновил исследовательскую работу, читал лекции студентам. В 1950-е годы активно участвовал в работе правительственных научных учреждений: в 1953—1958 годах — член консультативного комитета министерства обороны по баллистическим ракетам, с 1959 года — член консультативного комитета по химической энергии в Национальном управлении по аэронавтике (НАСА). В 1958 году Кистяковский был членом американской делегации на совещании в Женеве по вопросам контроля ядерных испытаний. В июле 1959 года Кистяковский был назначен специальным советником президента США по науке и технике. Оставаясь в этой должности до 1961 года, он консультировал президента Д. Эйзенхауэра по широкому кругу проблем — от координации исследований и разработок в различных научно-технических учреждениях до подготовки научных кадров. Именно он был инициатором запрета ядерных испытаний выше уровня сейсмического обнаружения. Концепция была представлена в 1960 году и СССР приняли её.
С 1962 по 1965 год возглавлял Комитет Национальной академии наук по науке, технике и государственной политике. В январе 1968 года в знак протеста против войны во Вьетнаме подал в отставку и оставил все свои должности в правительственных учреждениях.
С 1971 года, после прекращения активной исследовательской деятельности, активно участвовал в политике, выступал за прекращение гонки вооружений. Активный участник Пагуошских конференций, международной организации «Врачи мира за предотвращение ядерной войны». В качестве эксперта внёс существенный вклад в переговоры между СССР и США на высшем уровне по вопросам разоружения и контроля над вооружениями. В последние годы жизни являлся председателем Council for Livable World (Совет за создание в мире достойных условий жизни для человека) — организации, основанной в 1962 году американским физиком-ядерщиком Лео Силардом.
В 1965 году избран вице-президентом Национальной академии наук США (не позволил включть своё имя в список претендентов на должность президента академии, хотя имел шансы занять эту должность), оставался в кресле вице-президента до выхода на пенсию в 1972 году.
В 1982 году скончался от рака в Кембридже, тело кремировано, а пепел развеян неподалёку от его дома на Кейп-Код над волнами Атлантического океана.

## Семья
В 1926 году женился на Хильдегарде Мёбиус (брак распался в 1942 году). Дочь от первого брака, Вера Кистяковская, специалист в области экспериментальной физики и астрофизики — первая женщина-профессор Массачусетского технологического университета. В 1933 году Кистяковский получил гражданство США.
В 1945 году женился вторично — на Ирме Е. Шулер. В 1960 году развёлся с ней и в 1962 году женился на Элен Махони.